# 慢性疲勞症候群
慢性疲勞症候群（英語：chronic fatigue syndrome）又稱肌痛性腦脊髓炎（myalgic encephalomyelitis），現合稱肌痛性脑脊髓炎/慢性疲劳综合征（ME/CFS），為一種身體出現慢性的持續性疲勞徵狀的病症而無法恢復，診斷的定義是發生期間達連續6個月以上，且排除已知的疲勞原因後的不明原因的疲勞感覺或身體不適。
目前這類疾病病因仍不明，危險因子也瞭解不多，在過去曾認為是病毒所引起的疾病，但是科學證據力仍不足以支持這樣的論點。絕大部分的患者都與工作緊張與壓力過大，以及長期生活作息不正常等有關；若長期任由身心疲累，沒有好好調養，可能會引發一些危險因子，從輕微的「疲勞」演變成嚴重的「過勞」。
在2015年，醫學研究院（已更名美国国家医学院）提出了重新定義這類疾病的診斷標準，並重新命名為“全身性劳累不耐症”（systemic exertion intolerance disease，SEID），但未被廣泛採納。
嗜睡型抑郁症、非典型抑郁症、发作性睡病2型、严重慢性疲劳综合症这些与中枢特发性嗜睡症的持续嗜睡均科研上病理不明，均依赖排他性的诊断方式，有可能这几类病症的病理分型存在很大的重叠或者完全重叠。
针对以上几样至今科研上病理不明的嗜睡症，一个病理假说为觉醒控制核团（复旦大学等团队有通过动物实验复现这样的觉醒控制核团，如大小3-5MM的下丘脑室旁核；临床上的下丘脑综合症往往也会引发严重嗜睡）旁边的小血管堵住（小于1MM病变的话那么3T磁共振基本都看不见，3T磁共振基本是各大医院的最高场强磁共振设备了；进一步而言，即便全球最高端临床磁共振设备扫描此部位，1MM的分辨率限制也不一定提高多少，依旧存在盲点）导致二氧化碳超标，超标二氧化碳成为天然的7*24小时麻醉剂，从而引发嗜睡等复杂症状。

## 病徵
慢性疲勞症候群的病徵很多元化，計有：
- 肌肉及關節疼痛
- 認知困難
- 在精神上及體力上的慢性且嚴重的無力感和耗盡感
- 其他諸如：發燒、出疹等較少見的病徵[18]

雖然疲勞是一種在很多疾病都會出現的病徵，但CFS的各種病徵是多系統的，而且往往很少因為一種病症所引起而同時發生，所以是有辦法分辨出來的。

## 病因
ME/CFS 的病因尚不清楚。  据信遗传和环境因素都有影响，但遗传成分不太可能是单一基因。 神经和免疫系统以及能量代谢问题可能是因素之一。  ME/CFS 是一种生物疾病，而不是精神或心理疾病，也不是由失调引起的。
由于这种疾病通常发生在已知或明显的病毒性疾病之后，因此已经提出了多种传染原，但尚未找到单一原因。   例如，ME/CFS 可能在单核细胞增多症、 H1N1 流感感染、水痘带状疱疹病毒感染（引起水痘的病毒）或SARS-CoV-1 和SARS-CoV-2之后开始。
长期以来，人们一直怀疑病毒感染会导致 ME/CFS，根据观察，ME/CFS 有时会爆发，并且与自身免疫性疾病有关。 病毒后疲劳综合症 (PVFS) 描述了病毒感染后发生的一种 ME/CFS。
ME/CFS 涉及不同类型的病毒感染，包括气道感染、支气管炎、胃肠炎或急性“流感样疾病”。  （p. 226）对不同病毒感染的荟萃分析发现，博纳病病毒引起 ME/CFS 的几率最高。还发现其他六种病毒感染与 ME/CFS 的联系较弱。该分析不包括 COVID-19。该分析指出了局限性 15% 至 50% 的长期 COVID患者也符合 ME/CFS 的诊断标准。  （p. 228）
潜伏病毒的重新激活也被认为会导致症状，特别是Epstein-Barr 病毒(EBV)。约 90% 的人存在 EBV，通常处于潜伏状态。  ME/CFS 患者的 EBV 抗体活性通常较高，表明其重新激活。 在感染由 EB 病毒引发的单核细胞增多症的人中，大约 8% 至 15% 会发展为 ME/CFS，具体取决于标准。  （p. 226）
系统评价发现疲劳严重程度是慢性疲劳综合症预后的主要预测因素，但没有发现与预后相关的心理因素。 另一项综述发现，单核细胞增多症、登革热或Q 热后出现病毒后疲劳或慢性疲劳综合症的危险因素包括患病期间卧床时间较长、病前身体素质较差、将症状归因于身体疾病、认为长期患病等。需要恢复时间，以及感染前的痛苦和疲劳。 同一篇综述发现， CD4和CD8激活以及肝脏炎症等生物因素是亚急性疲劳的预测因素，但不是 CFS 的预测因素。
在1980年代晚期和1990年代初期，人類疱疹病毒第四型曾經被認為是一種可以引起慢性疲勞症候群的病毒，但後來證實了該病並非由單一因素引起。目前醫界認為慢性疲勞症候群可能是由病毒感染、免疫系統問題、神經系統問題、精神疾病等多重因子造成。過去臨床及流行病學研究的結果對環境及其它風險因素的關係仍未能達到一致的看法。

## 診斷
慢性疲勞症候群在目前為止仍無任何化驗可作為診斷。在傳統中国醫學把有關病徵歸類為「虛勞」；而在现代醫學，它的診斷是根據美國疾病控制與預防中心之定義，患者須全部符合下列2項：
1. 超過6個月以上，持續或反覆出現無法解釋的嚴重疲勞，而且疲勞並非因過度勞動所致。病況無法透過休息得到改善，並導致活動水平明顯下降。
2. 下列4項或以上之情況（必須在有疲勞症狀的期間同時發生）

- 記憶力或注意力缺損
- 勞動後，極度疲憊
- 睡眠仍無法改善疲勞
- 肌肉酸痛
- 非發炎性之多發關節痛
- 與以往不同型態或嚴重度之頭痛
- 重複發生的喉嚨痛
- 頸部或腋下淋巴結腫痛。

## 治療
目前對於慢性疲勞症候群並無有效的治療方法，也無有用之檢測指標，但醫學上，仍有許多推斷認為這些療法可能具有療效或改善病徵之效益；在现代医学上，有透過補充血清素來改善病徵；而在传统中国醫學上，有採用複方起陽籽來調理身體的陰陽平衡，從而改善患者的體質；又或與一般情緒病一般，透過服用甘麥大棗湯來調理五臟六腑間的問題。另外，針灸與氣功療法也被認為可能具有療效或改善病徵的功用。

## 外部連結
- . 博客來.   [2008-12-13]. （原始内容存档于2008-05-01） （中文（繁體））.
- Solve ME/CFS Initiative (SMCI)（页面存档备份，存于）
- YouTube上的Dr Anthony Komaroff on ME/CFS Treatment and Research